# 奥维莱尔-拉布瓦塞勒
奥维莱尔-拉布瓦塞勒（法語：Ovillers-la-Boisselle）是法国皮卡第大区索姆省的一个市镇，属于佩罗讷区阿尔贝县。该市镇2009年时的人口为446人。

## 人口
奥维莱尔-拉布瓦塞勒人口变化图示
| 数据来源：INSEE |